# هیملپفورتن
هیملپفورتن (به آلمانی: Himmelpforten) یک شهر در کشور آلمان است که در Oldendorf-Himmelpforten واقع شده‌است. هیملپفورتن ۴٬۸۶۳ نفر جمعیت دارد.